# Hernán Díaz
Hernán Edgardo Díaz (født 26. februar 1965 i Rosario, Argentina) er en tidligere argentinsk fodboldspiller (højre back).
Han spillede primært i hjemlandet hos Rosario Central og River Plate. Med Rosario vandt han ét og med River hele otte argentinske mesterskaber.
Díaz spillede desuden mellem 1993 og 1998 28 kampe og scorede tre mål for det argentinske landshold. Han repræsenterede sit land ved VM i 1994 i USA, samt ved OL i 1988 og ved to udgaver af Copa América.

## Titler
Primera División Argentina
- 1987 med Rosario Central
- 1990, 1991 (Apertura), 1993 (Apertura), 1994 (Apertura), 1996 (Apertura), 1997 (Clausura), 1997 (Apertura), 1999 (Apertura) med River Plate

Copa Libertadores
- 1996 med River Plate

Supercopa Sudamericana
- 1997 med River Plate